# Ribonucleotídeo
Um ribonucleotídeo é um nucleotídeo contendo a D-ribose em substituição a pentose. É considerado um precursor do ácido nucleico e são a estrutura básica dos blocos de construção do DNA e RNA. O monômero por si só forma a estrutura básica do RNA. Entretanto a redução do ribonucleotídeo pela ribonucleotídeo redutase (RNR) forma o desoxiribonucleotídeo que é essencial para construção do DNA.